# Tetrapus antillarum
Tetrapus antillarum är en stekelart som beskrevs av William Harris Ashmead 1900. Tetrapus antillarum ingår i släktet Tetrapus och familjen fikonsteklar. Inga underarter finns listade i Catalogue of Life.